# کورت لوتز
کورت لوتز (انگلیسی: Kurt Lotz) مدیر اجرایی اهل آلمان بود، که در از ۱۹۶۸ تا ۱۹۷۱ مدیرعاملی گروه فولکس‌واگن را برعهده داشت.